# Russische rattenslang
De Russische rattenslang of Amoer-rattenslang (Elaphe schrenckii) is een slang uit de familie toornslangachtigen en de onderfamilie Colubrinae. Het is een niet-giftige wurgslang die kan bijten maar niet direct gevaarlijk is.

## Naam en indeling
De wetenschappelijke naam van de slang werd voor het eerst voorgesteld door Alexander Strauch in 1873. Oorspronkelijk werd de wetenschappelijke naam Elaphis Schrencki gebruikt. De soortaanduiding schrenckii is een eerbetoon aan de Russische natuuronderzoeker Leopold von Schrenck (1826-1894).
Een voormalige ondersoort, Elaphe schrenkii anomala, wordt tegenwoordig als een aparte soort gezien; Elaphe anomala.

## Uiterlijke kenmerken
De Russische rattenslang bereikt een totale lichaamslengte tot ongeveer 180 tot 210 centimeter. Dit is zeker geen vaststaande waarde; uitschieters kunnen bijna 2,5 meter bereiken. De mannetjes blijven gemiddeld iets kleiner dan de vrouwtjes.
De kop heeft een gele kleur, de rugkleur is donkerbruin tot lakzwart. Aan de bovenzijde zijn van de nek tot de staart 22 tot 28 regelmatige geelwitte tot helder gele dwarsbanden aanwezig die een tot drie schubben breed zijn. De ruimtes tussen de dwarsbanden zijn ongeveer acht tot twaalf schubben breed. De schubben aan de lippen (de labiale schubben) hebben een geelwitte tot gele kleur met een zwarte rand. De buikzijde en de staart zijn geelwit tot geel. Op de buik zijn duidelijke zwarte vlekken aanwezig.
De Russische rattenslang heeft 23-23-19, soms 22-22-19 dorsale schubben aan de rug, 209 tot 223 ventrale schubben aan de buik en 55 tot 71 Subcaudalen achter de staart. De labiaalschubben (lipschubben) bestaan uit negen tot elf sublabiale schubben en aan de onderlip en zeven of acht (normaal 8) supralabiale schubben aan de bovenlip.

## Levenswijze
Petzold (1976) vermeldt over Elaphe schrenkii schrenkii dat deze in bos- en kreupelhoutlandschappen voorkomt tot op 2000 meter hoogte. Volgens dezelfde auteur houdt het dier zich bij voorkeur op onder wortelstronken. Bovendien zou het bij gevaar vaak omhoog de bomen in vluchten. De slang leeft in koelere gebieden dan veel andere Elaphe-soorten.
Ondanks zijn forse lengte eet de slang liefst kleinere prooien die meestal niet worden gewurgd, zoals kleine vogels en knaagdieren als muizen en ratten. De Russische rattenslang is in de natuur een echte nestrover. Kleine vogeleieren staan daarom ook op het menu.

## Verspreiding en habitat

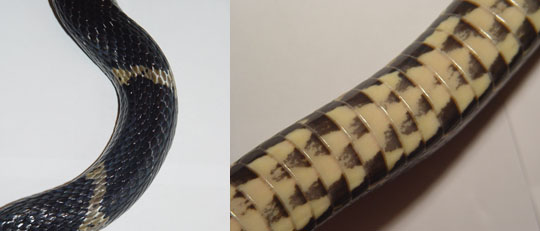
Links bovenzijde, rechts buikzijde van Elaphe schrenkii schrenkii

Volgens Nikolski (1916) is het verspreidingsgebied Rusland en China, ten oosten van het Amoergebied bij Chabarowsk en westelijk tot het Chingangebergte. Vandaar strekt het verspreidingsgebied zich uit tot Mantsjoerije (Noordoost China). In de volgende Chinese provincies werden exemplaren aangetroffen: Jilin, Heilongjian en het Quingyuanareaal van Liaoning. (Ji Daming e.a., 1985). Daarnaast is de soort ook in Korea en Mongolië aangetroffen.

## Russische rattenslang in het terrarium
Elaphe schrenkii schrenkii is een uitermate geschikte ‘beginnersslang’. De slangen zijn vrijwel de hele dag actief en als ze bewegingen voor het terrarium zien, komen ze direct kijken. Als de slangen worden gehanteerd, blijven ze rustig en beten zijn zeldzaam. Omdat kweken met deze dieren relatief eenvoudig is, worden nakweekdieren veelvuldig aangeboden. Een uitgebreide artikel over deze dieren in het terrarium is te vinden in Van Beusichem (1999)

## Russische rattenslang als exoot in Noord-Nederland
In Nederland komt de exoot voor rond vliegveld Eelde. Halverwege de jaren 90 van de twintigste eeuw werden de eerste verwilderde exemplaren van de soort waargenomen langs de taxibaan van het vliegveld Eelde, in tuinen naast het vliegveld en bij de bloemenveiling in Eelde, ten noordoosten van het vliegveld. De slangen zijn uitgezet door iemand die ze in huis had gehouden en niet had verwacht dat de slangen de winter zouden overleven. De Russische rattenslang wordt tegenwoordig in toenemende mate op veel plaatsen in het land ingezet als natuurlijke ratten- en muizenbestrijding in kassen.
De gemeente Tynaarlo zat in de zomer van 2006 met de slangen in haar maag, na berichten van ongeruste buurtbewoners. De gemeente Tynaarlo organiseerde daarop een informatiebijeenkomst voor de buurtbewoners. Ook huurde de gemeente een gespecialiseerd bureau in om het aantal dieren te tellen en om met een bestrijdingsstrategie te komen.